# La noia dels retalls (hipertext)
La noia dels retalls o Monstre Modern per Mary/Shelly i Ella mateixa és una obra de literatura electrònica de l'autora nord-americana Shelley Jackson. Va ser escrita a Storyspace i publicada per Eastgate Systems el 1995. Sovint es discuteix juntament amb La tarda, una història de Michael Joyce, com una obra important de ficció hipertextual.
"L'hipertext Patchwork Girl de Shelley Jackson, brillantment realitzat, és una ficció electrònica que aconsegueix ser alhora molt original i intensament paràsit en els seus predecessors impresos".